# Istra (Rauma)
Die Istra ist ein Fluss in der Kommune Rauma, Fylke Møre og Romsdal in Norwegen. Sie entspringt am Südhang des 1797 Meter hohen Breitinden und mündet nach einem 25,44 km langen Lauf südlich von Åndalsnes an der orographisch linken Seite der Rauma.

## Name
Die Silbe „is“ kommt wahrscheinlich aus dem Indogermanischen. Sie hat die Bedeutung „Wasser“ und wurde nach und nach auf die Bedeutung „Wasser in fester Form“, also deutsch: Eis, eingegrenzt. Die Silbe „is“ ist Bestandteil sehr vieler europäischer Flussnamen und der Namen der Umgebung der Flüsse. Beispiele dafür sind die Namen:
- Istra, Stadt in Russland am gleichnamigen Fluss Istra gelegen.
- Eisack, Fluss in Südtirol
- Jizera, Fluss in Tschechien
- Isère, Fluss in Frankreich
- Isel, Fluss in Österreich
- Isar, Fluss in Bayern
- IJssel, Fluss in den Niederlanden
- Ister, eine in der Antike verbreitete Bezeichnung für den Unterlauf der Donau
- Istrien, eine Halbinsel an der nördlichen Adria[5]

## Verlauf

### Dokumentation
Das Norges vassdrags- og energidirektorat (NVE) vergibt für die Gewässer verschiedene Identifikationsnummern:
- Vassdragsområde für die Fluss- und Fjordgebiete[7][8]
- Vassdragsnummer für die Einzugsgebiete (Nedbørfelt)[7][8]
- elvID für die Flüsse und Bäche[9][10]
- Vatnløpenummer für die Seen ab 2500 Quadratmeter[11][12]

Diese Nummern, die Längen und auch die Namen der Gewässer, wenn vorhanden, können im NVE-Atlas durch Maus-Klick auf das Gewässer abgerufen werden, vorausgesetzt, dass man auf der linken Seite unter Vassdrag die Häkchen vor Nedbørfelt, Innsjodatabase und Elvenett gesetzt hat.
Die Istra liegt im Flussgebiet Rauma – Romsdalsfjord, Vassdragsområde = 103. Ihr Einzugsgebiet (Nedbørfelt) hat die Vassdragsnummer = 103.A1Z. Die Istra hat die Flussidentifikationsnummer elvID = 103-29-820.
Die Flussidentifikationsnummer elvID entspricht unserer deutschen Gewässerkennzahl (GKZ), das Vergabesystem unterscheidet sich jedoch, so dass beliebig viele Flüsse und Bäche nummeriert werden können, während dies im deutschen GKZ-System nicht möglich ist. Jeder Fluss in Norwegen bis hinab zum allerkleinsten Bächlein von 200 Metern Länge hat eine eineindeutige elvID.

### Quelle bis Alnesvatnet
Die Istra entspringt am Südhang des 1797 Meter hohen Breitinden in 1125 Meter Höhe im Reinheimen-Nationalpark. Sie fließt 254 Meter nach Süden in den auf 1071 Meter Höhe gelegenen Børtjønna-See (Seenr. 31483). Sie verlässt den See nach 501 Metern an seinem Westende und fließt in Richtung Südwesten durch das Alnesdalen. Im Norden des Tales erhebt sich der 1583 Meter hohe Stigbothornet und im Süden der bis auf 1386 Meter ansteigende Skarfjellenden.
Nach 493 Metern folgt ein weiterer kleiner See (Seenr. 139042), den sie nach 133 Metern an seinem Südwestzipfel verlässt. Nach 500 Metern tritt sie in einen etwas größeren See (Seenr. 31495) ein und verlässt ihn nach 434 Metern ebenfalls an seinem Südwestzipfel. Nun wendet sich de Istra in sanftem Bogen mehr und mehr nach Westen. Nach 773 Metern nimmt sie von links einen 666 Meter langen Bach mit der FlussID 103-29-833 auf und nach weiteren 182 Metern einen weiteren 896 Meter langen Bach von links mit der FlussID 103-29-831. Nach 471 Metern passiert sie einen kleinen See (Seenr. 139053), verlässt ihn nach 74 Metern und erreicht nach 211 Metern einen größeren See (Seenr. 31506). In diesem See nimmt die Istra von links den 1951 Meter langen Bach mit der FlussID 103-29-830 auf und von rechts den 318 Meter langen Bach mit der FlussID 103-29-837. Die Istra verlässt den See auf seiner Westseite und wendet sich nun nach Nordwesten. Nach 1267 Metern erreicht sie den See Alnesvatnet (Seenr. 31491). An diesem See endet das Alnesdalen. In den Alnesvatnet münden mehrere Bäche von Süden und Westen.
Die Istra legt 810 Meter im Alnesvatnet zurück und verlässt ihn an seinem Nordzipfel. Von nun an fließt die Istra bis zu ihrer Mündung mit kleineren Abweichungen und zahlreichen verschlungenen Mäandern im Wesentlichen nach Norden.

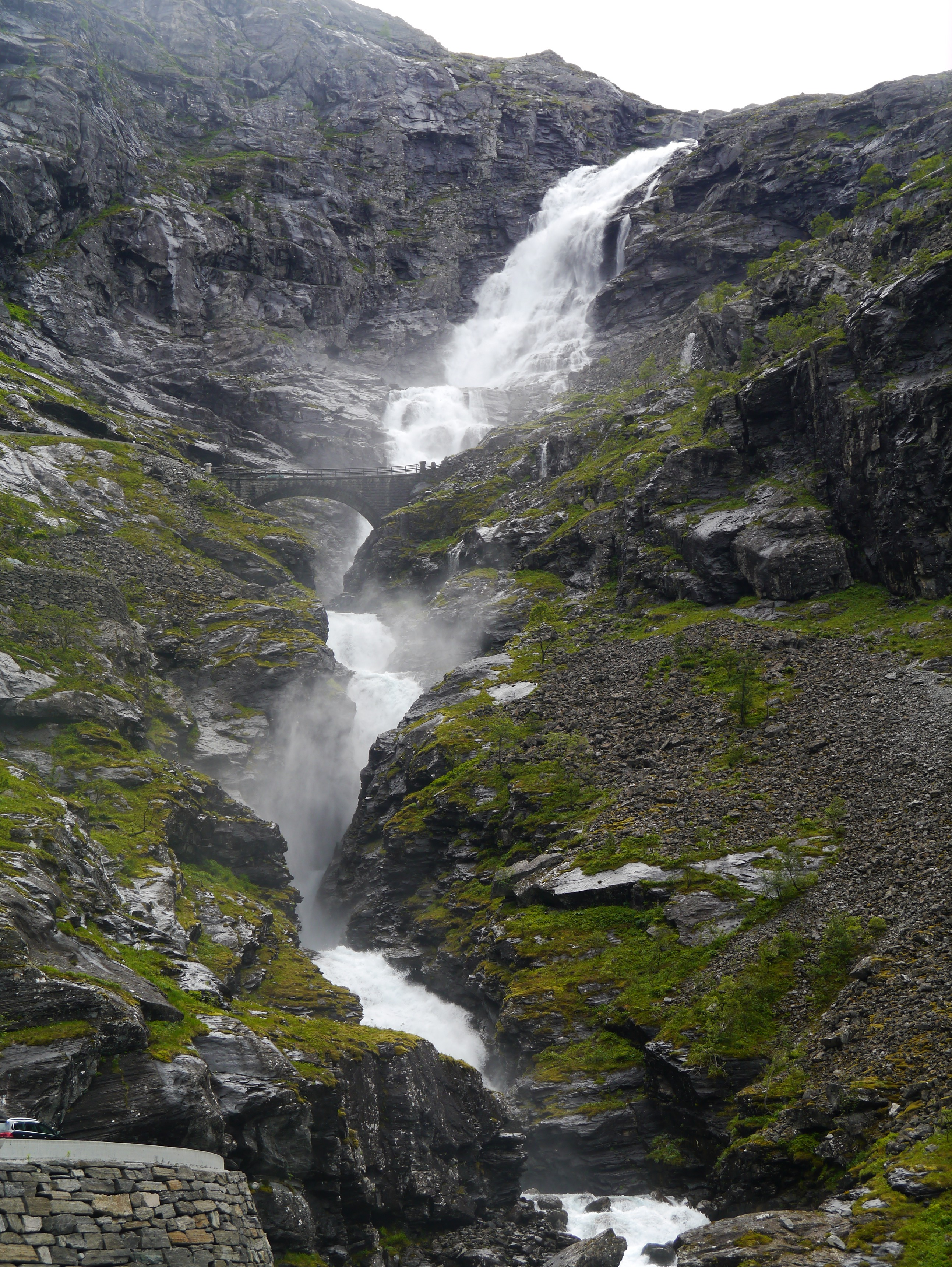
Wasserfall Stigfossen

### Alnesvatnet bis Stigfossen
Auf dem westlichen Flussufer der Istra erheben sich nun der 1665 Meter hohe Alnestinden und der 1786 Meter hohe Finnan. Ebenfalls auf dem westlichen Ufer führt die Trollstigen in das Isterdalen hinab. Erst im unteren Abschnitt beim Wasserfall Stigfossen quert sie die Istra und wechselt auf deren östliches Ufer.
274 Meter nachdem die Istra den Alnesvatnet verlassen hat nimmt sie von links einen 1378 Meter langen Bach mit der FlussID 103-29-854 auf und nach weiteren 262 Metern ebenfalls von links einen 504 Meter langen Bach mit der FlussID 103-29-859. Nach weiteren 759 Metern ergießt sich der Bach mit der FlussID 103-29-853, der den See Bispevatnet (Seenr. 31461) entwässert, von links in die Istra.
Auf einer Strecke von 825 Metern stürzt die Istra nun 375 Höhenmeter in das Istratal (Isterdalen) hinab. Hier bildet sie den Wasserfall Stigfossen. Das Wasser stürzt über 239 Höhenmeter hinunter, davon 122 Meter senkrecht.

### Stigfossen bis Campingplatz Trollstigen-Camping
Nach 837 Metern nimmt die Istra von rechts einen 3514 Meter langen Bach mit der FlussID 103-29-850 auf, der den See Stigbotvatnet entwässert.
Die Istra fließt nun nach Norden durch das Isterdalen, begleitet auf ihrem rechten Ufer von der Trollstigen. Den westlichen Talhang bilden die Berge Bispen (1462 m), Kongen (1614 m), Dronninga (1544 m), Karitinden (1356 m), Svartebottstinden (1207 m) und Varden (1238 m). Den östlichen Talhang bildet der Gebirgszug Trolltindene.
Nach 1589 Metern fließt der Istra von rechts ein 1077 Meter langer Bach mit der FlussID 103-29-875 zu und nach weiteren 150 Metern ebenfalls von rechts ein 852 Meter langer Bach mit der FlussID 103-29-879. Beide Bäche entspringen am Westhang des 1629 Meter hohen Storgrofjellet.
Nach 565 Metern mündet von links ein 1514 Meter langer Bach mit der FlussID 103-29-878. Er entspringt am Osthang von Kongen und Dronninga.
Nach weiteren 373 Metern nimmt die Istra von rechts einen 3070 Meter langen Bach mit der FlussID 103-29-873 auf, der einen größeren namenlosen See (Seenr. 31440) entwässert, welcher sich auf 1068 Meter Höhe in einem Talkessel zwischen dem 1629 Meter hohen Storgrofjellet im Westen, dem Søndre Trolltinden im Osten und der Rückseite der Felswand Trollveggen im Nordosten befindet.
Nach 92 Metern mündet vom Osthang des Haugabotstinden kommend von links ein 940 Meter langer Bach mit der FlussID 103-29-884.
Nun tritt die Istra in den flacheren Teil des Istratales ein, wo sie ihren Lauf in weit ausgreifenden Mäandern fortsetzt. Diese Mäander reichen abwechselnd von der linken Talseite bis ganz zur rechten Talseite.
Zunächst folgt auf dem linken Flussufer der Weiler Bøsetra.
Nach 1793 Metern nimmt die Istra von rechts einen 800 Meter langen Bach mit der FlussID 103-29-889 auf, der vom Westhang des 1701 Meter hohen Trollklørn herabströmt. Nach weiteren 887 Metern mündet von links ein 405 Meter langer Bach mit der FlussID 103-29-898.
Nun passiert die Istra den großen Campingplatz „Trollstigen-Camping“ auf dem auch Übernachtungsmöglichkeiten für Nichtcamper angeboten werden. Er befindet sich auf dem rechten Flussufer.
Nach 329 Metern, südlich des Campingplatzes mündet von rechts ein 2265 Meter langer Bach mit der FlussID 103-29-888. Dieser Bach kommt vom Südhang des Setergjeltinden herunter. Zwischen Setergjeltinden im Süden und Soggefjellet im Norden entspringt ein weiterer 2336 Meter langer Bach mit der FlussID 103-29-893, der nördlich des Campingplatzes nach 723 Metern von rechts in die Istra mündet.

### Campingplatz Trollstigen-Camping bis Mündung
Mehrere längere Bäche (FlussIDs: 103-29-894, 103-29-901, 103-29-896, 103-29-897, 103-29-910), die an den Süd-, Ost- und Nordosthängen des Svartebottstinden entspringen, vereinigen sich und münden nach 667 Metern von links in die Istra.
Nun bildet die Istra eine weit nach Norden zum linken Talrand ausgreifende Schleife, kehrt dann wieder nach Süden zum rechten Talrand zurück und nimmt dann ihren Lauf nach Norden schließlich wieder auf.
An der nördlichen Spitze dieser Schleife, 1512 Meter nach der letzten Bachmündung, mündet von links ein 2276 Meter langer Bach mit der FlussID 103-29-906. Er entspringt am Südhang des Litoppen und fließt durch den Ølmannsbotnen ins Istratal.
1009 Meter weiter, am Südende der großen Schleife, mündet von rechts ein 2072 Meter langer Bach mit der FlussID 103-29-913. Er entspringt am Westhang des Nonshaugen, fließt durch das Hostadgjelet und weiter unten am Hang durch Skillinggrova.
Nach 2008 Metern nimmt die Istra von rechts einen 2062 Meter langen Bach mit der FlussID 103-29-927 auf. Dieser Bach entspringt am Nordwesthang des Norafjellet und fließt durch die Oråa der Istra zu.
Nach 658 Metern fließt der Istra von links ein 585 Meter langer Bach mit der FlussID 103-29-934, nach weiteren 217 Metern ein weiterer 1249 Meter langer Bach mit der FlussID 103-29-933 ebenfalls von links und nach weiteren 208 Metern ein weiterer 1870 Meter langer Bach mit der FlussID 103-29-931 ebenfalls von links. Der letztere Bach entspringt am Südosthang des 1238 Meter hohen Varden.
Nach 1111 Metern mündet von links der letzte Nebenfluss der Istra vor ihrer Mündung in die Rauma. Er kommt vom Nordosthang des Varden, ist 1240 Meter lang und hat die FlussID 103-29-936.
Nach weiteren 1623 Metern mündet die Istra von links in die Rauma.
Die letzten 2 Kilometer vor der Mündung fließen Istra und Rauma mit einem Abstand von ungefähr 400 Metern in etwa parallel. Auf dem um etwa 50 Meter erhöhten Landstreifen zwischen den beiden Flüssen befinden sich die Siedlungen Flatmelan, Svartdalen, Brønnsletta, Smalmelan und Grytten.
Neben den hier aufgeführten Bächen nimmt die Istra auf ihrem Lauf noch weitere kürzere Bäche von links und von rechts auf.

### Einzugsgebiet
Die Istra entwässert ein über 67 km² großes Einzugsgebiet nordwärts zur Rauma. Ihr Einzugsgebiet grenzt im Westen an die Einzugsgebiete der Tverråa und der Innfjordselva, im Süden an die Einzugsgebiete der Valldøla und der Slettflybottelva, im Osten an das Einzugsgebiet der Rauma und im Norden an das Einzugsgebiet der Rauma und das Einzugsgebiet des Romsdalsfjords.

## Flora und Fauna
Das Wasser der Istra ist leicht sauer und nährstoffarm. Es ist besiedelt von individuenarmen Boden- und Planktongemeinschaften. Der Fluss ist mit Lachsen und Forellen besetzt, die bis zum Stigfossen aufsteigen. An den Ufern der Istra gibt es eine vielfältige Vogelwelt.
Die Istra gehört zu den wenigen vollständig erhaltenden mäandrierenden Flusssystemen in Møre og Romsdal. An ihren Ufern dominiert der Laubwald mit Hasel, Ulme und einem Grauerlen-Ulmenwald. In den höher gelegenen Teilen gibt es Birkenwald und Grauerlen-Heckwald. In tiefer gelegenen Teilen wurde die ursprüngliche Vegetation teilweise durch Fichtenwald ersetzt. Es existieren bedeutende Bestände an üppigen und großen Farnen. Es gibt Birkenwald, Erlen-Ulmenwald, Erlenheckenwald und Espenwald. Im Bereich der Mündung wächst ein reicher Sumpfwald mit Schwarzdorn. Das Mündungsdelta wird schwach von den Gezeiten beeinflusst und hat brackwasserliebende Pflanzengemeinschaften. Zwischen den Mäanderschleifen gibt es Hakenseen, Sümpfe und Moor-Gebiete, überwiegend Magermoore und Regenmoore.

## Geschichte
Das Gebiet der Istra ist seit 1986 (Schutzplan III) und nochmals seit 1994 (Schutzplan IV) gegen den Bau von Wasserkraftanlagen geschützt. Die von Wasser und Eis geschaffenen Landschaftsformen und die biologische Vielfalt wurden unter Schutz gestellt. Als besonders wertvoll anerkannt wurden die Landschaftsformen von Trollstigen, Stigfossen, Bispen, Kongen und Dronninga. Zum Schutz trug die große Bedeutung dieser Formationen für den Tourismus bei.

## Tourismus
Die Straße Trollstigen und der Wasserfall Stigfossen gehören zu den Touristenattraktionen Norwegens. Am Trollstigen gibt es einen Campingplatz mit Übernachtungsmöglichkeiten. Oberhalb des Stigfossen gibt es einen großen Parkplatz mit Restaurant, Toiletten und Kiosken. Auf dem unteren Teil der Istra kann man paddeln. Außerdem kann man Lachse und Forellen angeln. Die umgebenden Berge, insbesondere Bispen, Kongen und Dronninga laden zum Wandern und Klettern ein.